# Plecia yunnanica
Plecia yunnanica är en tvåvingeart som beskrevs av Hardy 1953. Plecia yunnanica ingår i släktet Plecia och familjen hårmyggor. Inga underarter finns listade i Catalogue of Life.